# Lillo Gullo
(Troppo blu, da Pensieri di legno)
(L'ultima rosa, da Lo scialo dei fatti)
Lillo Gullo, all'anagrafe Calogero Giovanni Gullo (Aliminusa, 24 giugno 1952), è un poeta, aforista, giornalista e saggista italiano.
Laureato nel 1975 in Sociologia all'Università di Trento, nel 1978 è assunto in Rai come programmista regista, insieme a Enrico Ghezzi e  Sergio Valzania, attraverso i concorsi pubblici per l'avvio delle trasmissioni della Terza Rete televisiva. Nel 1988 lascia la regia per il giornalismo, ed è in questa veste che nel 1998 è chiamato dal direttore del TG1 Marcello Sorgi a collaborare alla realizzazione del TG Ragazzi. Nel 1999 è tra i vincitori del Premio di Poesia Montale.

## Biografia
Siciliano di Aliminusa, Lillo Gullo vive con la moglie, la disegnatrice e scrittrice Flora Graiff, fra Trento e Merano. 
Ha collaborato con i quotidiani l'Unità, Alto Adige, L'Orae con i periodici Verifiche, La Città Futura e Quaderni Siciliani.
Ha scritto saggi su Karl Popper, Tullio Pericoli, Robert Bosisio, Paolo Vallorz, Remo Wolf, Tex Willer e Franz Lenhart. Sue liriche sono state pubblicate sul Corriere della Sera e sulle riviste Astolfo, Resine, Colophon, Graphìe, Specchio della Stampa. È inoltre  presente nelle antologie poetiche Vent’anni di versi, Passigli; Il segreto delle fragole, LietoColle; Le stagioni del canto corale e delle Montagne, Federazione Cori del Trentino.

## Approfondimenti
Nel 1977 ha pubblicato con il fratello Tano Aliminusa. Strada, donna, religiosità, un saggio socio-antropologico adottato come libro di testo in alcuni atenei e i cui capitoli sulle donne in Sicilia sono stati rielaborati dal regista Maurizio Rotundi in forma di documentario trasmesso in prima serata su Rai Uno.
Nel 1979 è stato, assieme ad Angelo Leonardi, sceneggiatore e curatore di Musicomix, una collana di sua ideazione di biografie dei big del Jazz e del Rock pubblicata dalle Edizioni Ottaviano. Il volume su Charlie Parker è diventato un "fumetto in tv" mentre quello su Gato Barbieri, in seguito alla querela per diffamazione presentata dal sassofonista argentino, ha acceso un caso giornalistico nazionale. La sentenza del Tribunale di Milano ha dato ragione agli autori, riconoscendo al fumetto la dignità di mezzo espressivo non limitato alle narrazioni di fantasia.

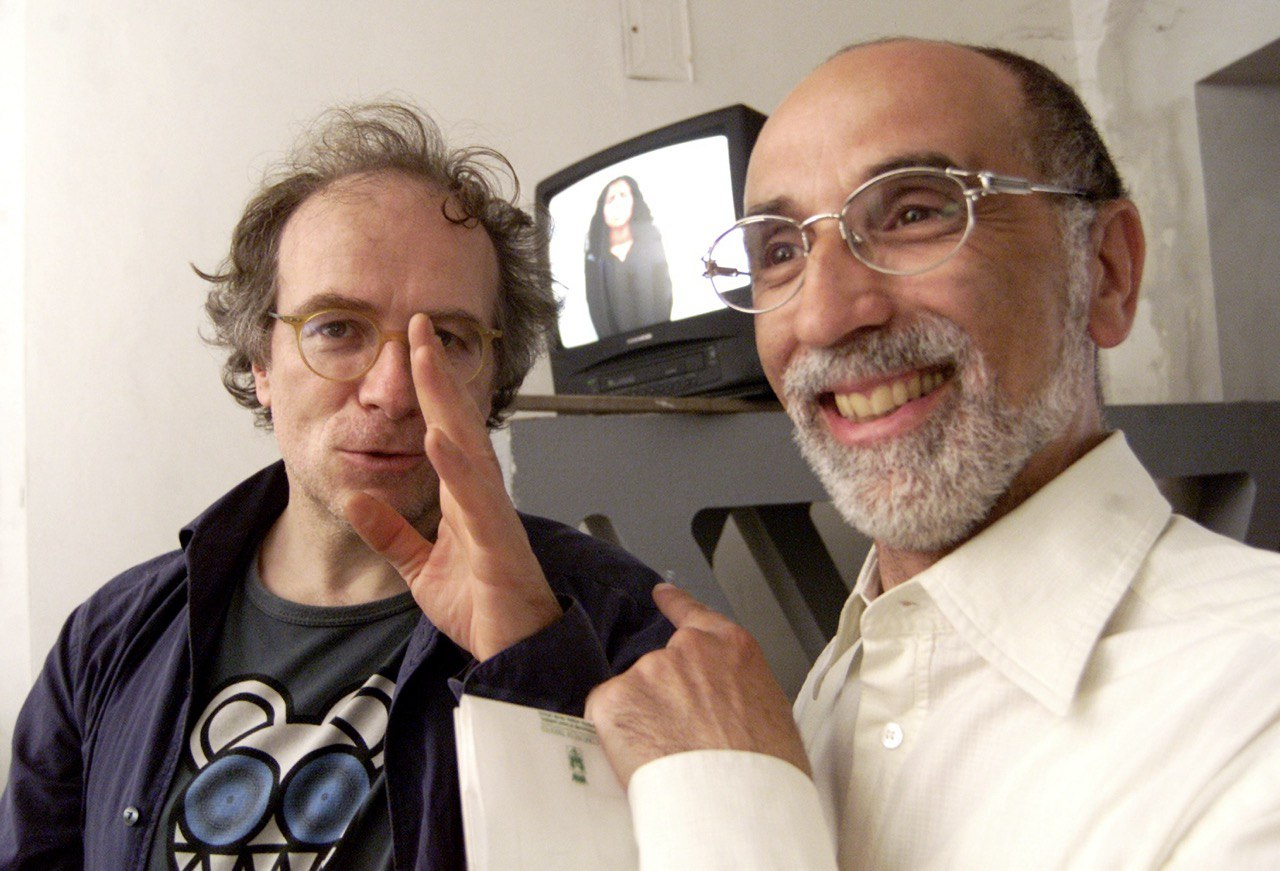
Lillo Gullo con il critico cinematografico Enrico Ghezzi in una saletta di montaggio della Rai a Saxa Rubra, Roma (2003)

Nel 1984 e nel 1985 ha seguito per il quotidiano L'Ora il Campionato di calcio di Serie A e le partite degli Azzurri. 
Nel 1986 è stato nel team dei registi Rai che hanno diretto le riprese del Maxiprocesso alla mafianell'aula bunker allestita nel carcere Ucciardone di Palermo. Per Rai Tre ha curato la regia dei programmi L'Orecchiocchio,Concertone e In Tournée.
Dopo essere passato dalla regia al giornalismo, nel 1997  ha collaborato con Tiziana Ferrario e Filippo Gaudenzi alla realizzazione del TG Ragazzi, testata giornalistica nata dalla collaborazione tra TG1 e Rai Uno insignita nel 1998 del Gran Premio Internazionale dello Spettacolo Telegatto.
Per la Rai ha intervistato un gran numero di personaggi della politica, della cultura, dell'arte e dello spettacolo, tra cui Giulio Andreotti,Mauro Rostagno ed Ettore Sottsass.

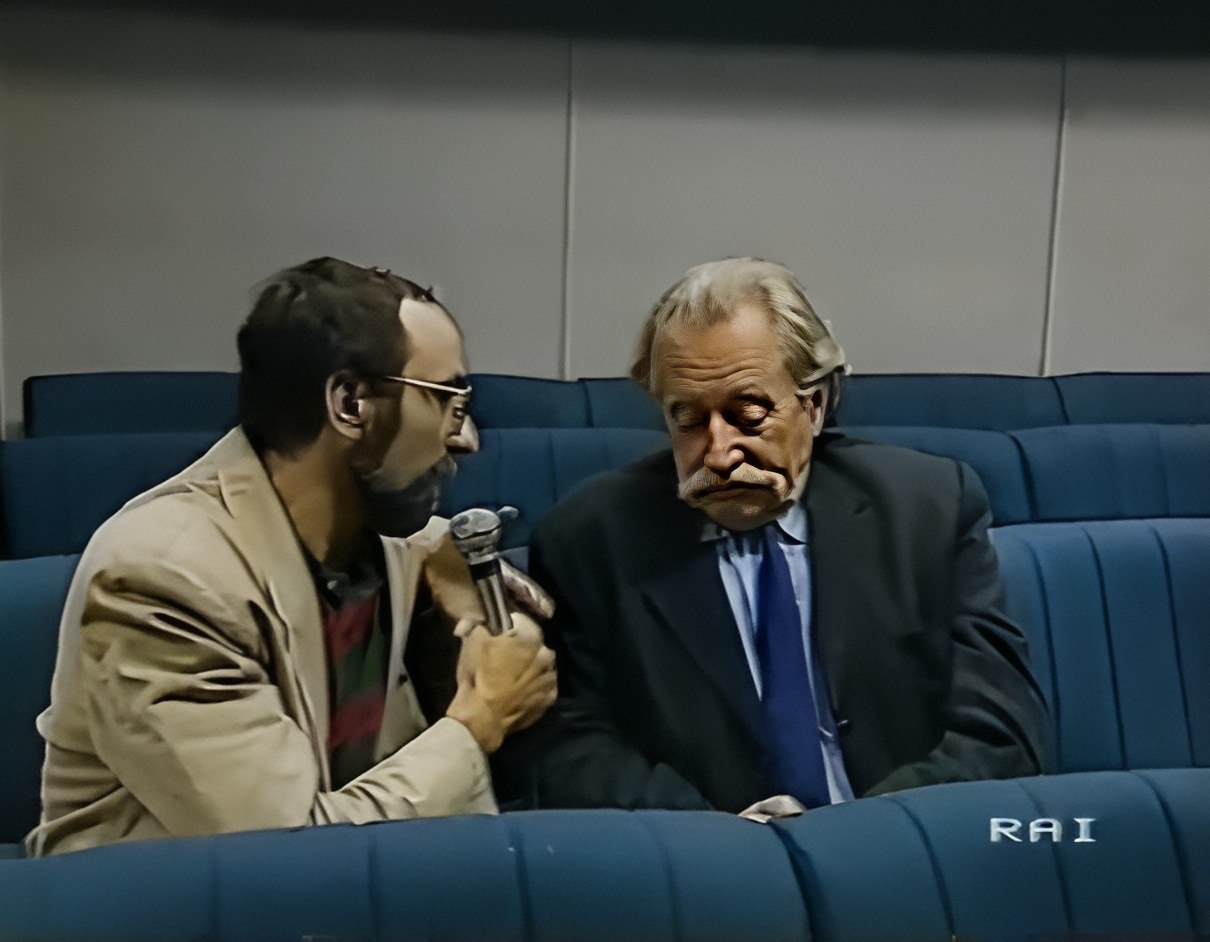
Lillo Gullo intervista per la Rai l’architetto e designer Ettore Sottsass (1992)

A partire dal 1999, anno in cui ha vinto il Premio Internazionale Eugenio Montale con Il disertore, silloge accolta nel volume collettaneo 7 Poeti del Premio Montale, ha pubblicato numerose raccolte poetiche con testi introduttivi di Maria Luisa Spaziani, Paolo Ruffilli, Giorgio Bárberi Squarotti, Salvatore Silvano Nigro, Luca Beatrice. 
Nel 2002 Alda Merini ha composto per lui e per la moglie Flora Graiff la lirica Amore tirata in pochi esemplari dal Pulcinoelefante e poi confluita in due distinte raccolte della poetessa edite da Manni ed Einaudi.

Nel 2008 ha partecipato ai Parallel Events to Manifesta 7, Biennale Europea di Arte Contemporanea, con Beati. On the road in the room, mostra di suoi aforismi e fotopastelli di Flora Graiff, a cura di Luca Beatrice, Castel Toblino (TN), Cappella di Sant'Antonio.

Sue poesie sono esposte nella collezione permanente del Bosco dei Poeti a Dolcè (VR) 
Dal 2010 è in pensione.

## Stile e poetica
Secondo la critica, gli elementi che connotano lo stile poetico di Gullo sono la musicalità, la brevità del verso, il disincanto, l'ironia e il lessico estroso. 

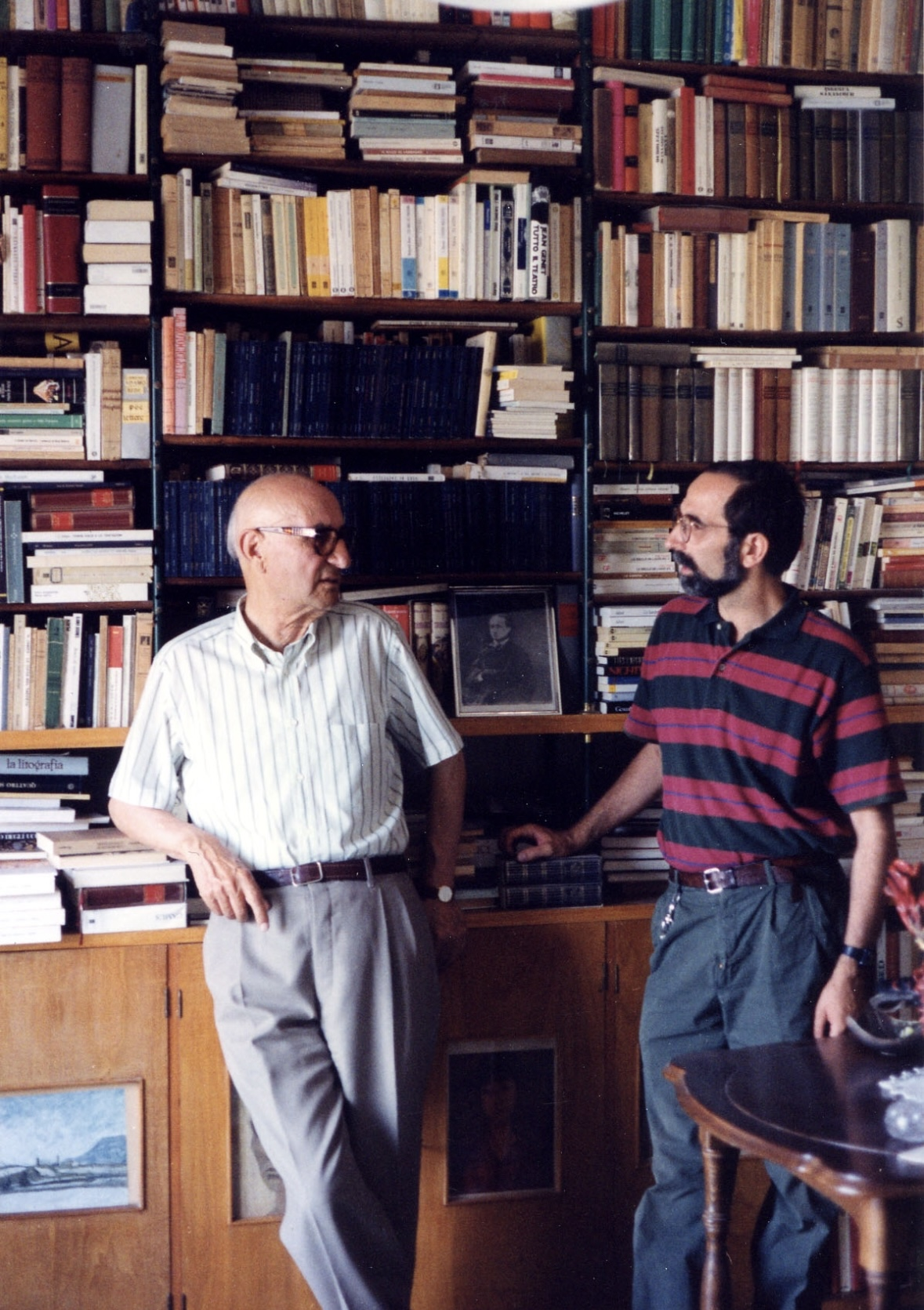
Lillo Gullo con Gesualdo Bufalino nella casa dello scrittore a Comiso (1991)

- Gesualdo Bufalino: «Caro Gullo, è una lieta sorpresa saperLa poeta. E di umorosa bravura, con una propria e ben intonata voce (al di là dei fugaci e veniali imprestiti) fra passione e disincanto».[32]
- Maria Luisa Spaziani: «Un fresco naturalismo di quadrelle vivacemente colorate, talvolta, come in "Odorosa penombra", di amabile rilievo caravaggesco. [...] Una metrica leggera di eccezionale grazia e musicalità convoglia sentite e comunicative visioni di "piaceri terrestri" eppure "celesti". Mi piace segnalare l'ariosa ironia di "Rimario" (Le labbra, ad esempio, sono una rima)».[33]
- Pietro Citati: «Ha molto talento: sia verbale che ritmico».[34]
- Daniele Piccini: «Fra le voci qui proposte almeno due meritano di essere segnalate: quella di Lillo Gullo, felice e sonora, e quella, risoluta e originale di Paola Mastrocola».[35]
- Alessandro Dell'Aira: «Lillo Gullo ha portato con sé, in trincea, un bagaglio di antropologo che gli consente di intendere la sensualità di un piatto di fichi neri assaporati d'estate al paese su una terrazza sospesa tra cielo e mare».[36]
- Giuseppe Conte: «Il suo lirismo si stempera spesso in ironia e l'ironia si addolcisce di malinconia».[34]
- Paolo Ruffilli: «Il demone aforistico ha fatto scoprire a Gullo quanta volontà definitoria riposasse dentro di lui e, messosi a servizio della sua vena lirica, gli ha consentito di dare forma di poesia ai tratti e ai contorni solitamente sfuggenti di cose, di atmosfere, di idee, di sensazioni».[37]
- Carlo Martinelli: «Un siciliano di Aliminusa che coltiva, sempre più e sempre meglio, il cesello della parola, le labbreggiature – come ama dire –, ovvero il sommesso dire, l'accennare a mezza voce, piano piano. Uno che scava le parole, le distilla, per tentare di scansare il vuoto della retorica, fors'anche il vuoto di molte vite che ci stanno attorno. Quel vuoto che prima o poi insidia tutti».[38]
- Gigi Zoppello: «Libretto nelle dimensioni, ma grande libro per i contenuti: Lillo Gullo ci ha messo 21 brevissimi aforismi poetici, in uno stile che sembra ormai la sua cifra, o almeno il campo poetico nel quale si esprime al meglio. [...] Sono componimenti nei quali Gullo rivela alla massima intensità e tensione lirica il suo amore per le parole e le immagini. Quando ci chiederanno | di salvare gli oggetti | secondo il suono che li designa, | sappiate che il mio voto | andrà all'imbuto».[39]
- Maurizio Cucchi: «Lillo Gullo, giornalista siciliano che vive nel Trentino, non è un esordiente in poesia. Ricordo che nel '99 fu tra i vincitori del premio Montale e che la sua raccolta Il disertore è stata pubblicata da Crocetti nell'antologia 7 poeti del premio Montale. In ogni caso questo di Gullo è un raffinatissimo, piccolo libro di versi in cui molto, per immagine o per definizione, si può trovare della vita di ognuno, nei suoi movimenti di passaggio o di improvvisa, magica sospensione, e ha anche il pregio di essere felicemente leggibile».[40]

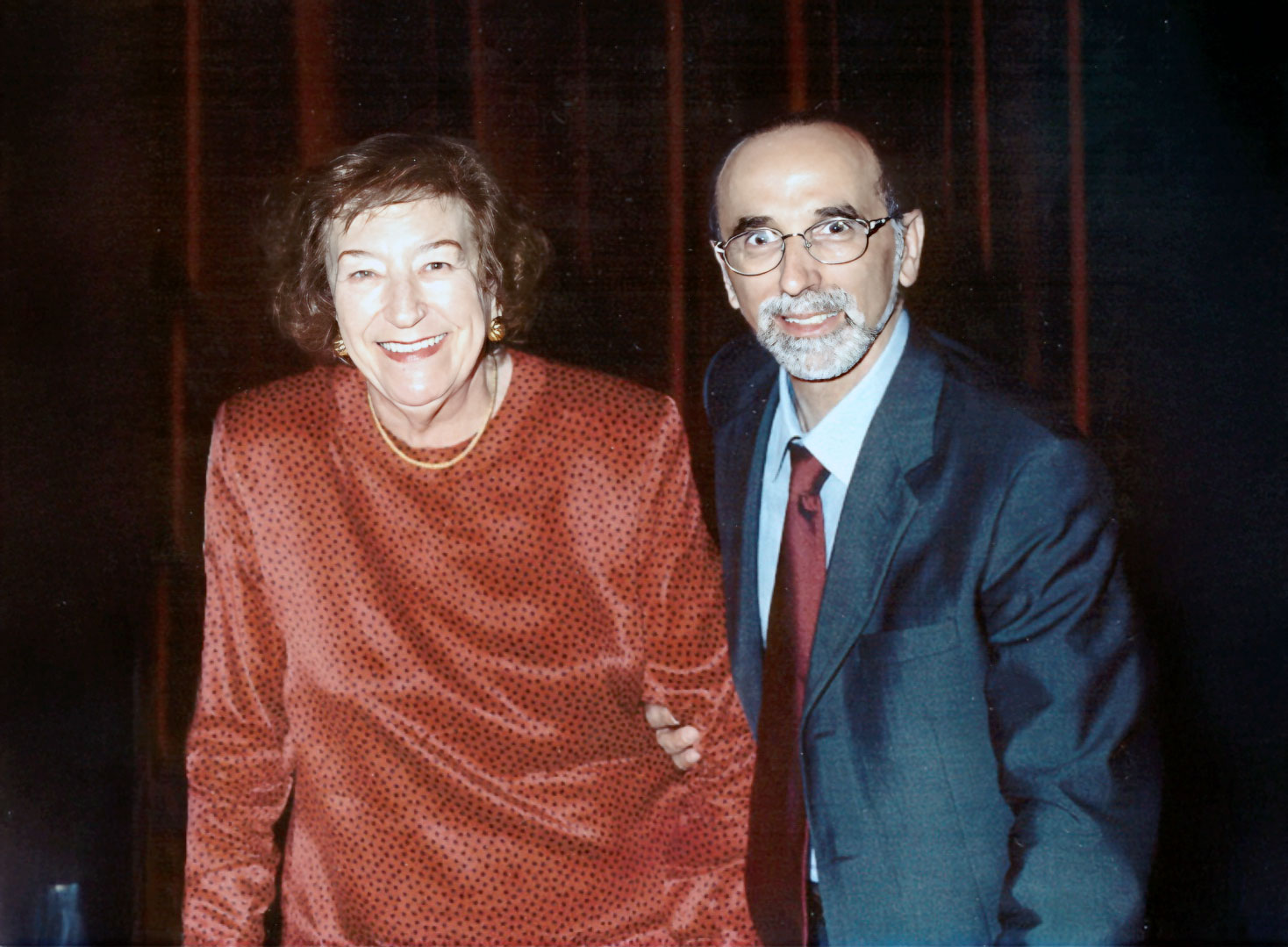
Lillo Gullo, vincitore del Premio Montale, con Maria Luisa Spaziani, presidente della giuria, alla cerimonia di premiazione a Sanremo (2000)

- Francesca De Sanctis: «Ha ragione Squarotti quando scrive che Gullo è un "poeta raffinatissimo, suasivo, giocoso e ironico, avventuroso e amoroso, ma, in fondo, con il ritmo agile, e profondo al tempo stesso, della 'divina malinconia' del cuore". La sua stessa idea di poesia è racchiusa in Appunti per una poesia democratica in cui racconta episodi esemplari di vita. [...] Versi brevi, che racchiudono una riflessione profonda sullo scorrere del tempo e delle occasioni di una vita. In una parola: poesia».[41]
- Giovanni Tesio: «Diario minimo di due estati in una ("Estate, molle stagione | di cocomeri e baci"), le poesie di Gullo si traducono in una sorta di elogio della stasi e della lentezza, dell'inerzia e del torpore. Un io negato (o meglio "sgovernato") che muove passi di lumaca catturando "calmeria di ozi" e "largheria di vedute". Ma soprattutto una cifra ironica e lieve. Giochi di lettera e di parola, rime argute, lessico estroso, musicalità metastasiana per un canto che "scarroccia" tra dolcezza e volubilità».[42]
- Giuseppe Colangelo: «Ci piace aggiungere che il suo canto non è mai disgiunto dall'elemento meditativo e riflessivo. E che egli sa trasfondere nei suoi versi un colore e un calore che stabiliscono d'emblée un colloquio aperto e coinvolgente con qualsiasi lettore».[43]
- Salvatore Silvano Nigro: «Sotto la calura, incalzata dall'arsura, l'isola-giardino di Lillo Gullo è il recinto magico di incantevoli metamorfosi. Saviniane. Se chi zappa "tre tumuli di sodaglie" è Nicàsio Dolcemascolo. La memoria è pittorica. Più vicina a Rembrandt che a Guttuso: Penzolanti da uncini in metallo cromato | i quarti della bestia che fu un intero | trasmettono a chi guarda un brivido | al pari della lama del carnezziere | che ne asporta esatte porzioni. E parla un lessico, che ha l'aroma arcano di un dialetto omerico, e non disdegna la rimemorazione più recente. Da Quasimodo a Brancati. [...] Lillo Gullo è un naturalista affabile. E, la sua, è un'isola portatile. Quella che ogni isolano si porta nella memoria. E fa rivivere per magia e cerimonia di linguaggio. Come giardino dell'infanzia. Animato. Stupendamente animato».[44]
- Renzo M. Grosselli: «Lillo Gullo è maestro di parola. [...] è bello leggere Gullo, le sue parole rare ad esempio: ziri, sodaglie, chiotte, pittavano, tiraloro, carusi, stradalinghe, ingrommato, cirneco, fercolo, giummi, mustazzi, squieto, aquilonare, moltiplicanza, cognito e pelargonio. Per sei ottavi, certo, si tratta di sicilianismi ma nel resto si trova il coraggio che è dei grandi scrittori di forgiare parole nuove… si tratta di un'enfasi, creativa e antica, una voglia immane di fondere parole, di accostarle, farle suonare e distenderle. [...] Una poesia che è fatta soprattutto di parole, ma quando trovi il rigo della malinconia, nel ricordo o nel dolore definitivo della vita, allora il verso di Gullo si fa roncola che toglie il fiato al pensiero. E l'affanna».[45]
- Elena Fontana: «Prima che le memorie si sfrangino in luminosi o corrucciati lembi di pensiero, rincorre fragranze d'amore e di sogno... Ascolta l'eco di canti e rumori che la brezza del mare disperde. Mescola il pittoresco degli uomini con quello della natura, creando ritratti inediti di levantina festosità».[46]
- Fabio Simonelli: «In Cerimonie della calura Lillo Gullo unisce un registro efficace e lucido come una rasoiata a un immaginario desueto e stranito, a volte gonfio di ironia, a volte amaro come il fiele».[47]
- Giampiero Cinque: «Gullo aforista-poeta sfiora ma non tocca. Più che la sentenza che marchia a fuoco o il motto che aspira alla proverbialità, gli si addice l'allusione e il non detto. In un mondo che affoga nelle parole, la parsimonia del linguaggio è necessaria: Imbrattare un foglio candido: | scrivere, in fondo, | è il gesto di un vandalo».[48]
- Enrico Grandesso: «Gullo canta anche scene e personaggi di paese – le donne "stradalinghe", il barbiere arbitro dei pettegolezzi locali, venditori e sensali; o il violinista orbo che Pregava con i sette coltelli delle note | e con occhi che somigliavano a denti | ed era come se scuoiasse satanassi...».[49]
- Salvatore Ferlita: «Un'arietta, quella che soffia tra le pagine di Gullo, in grado di far vibrare tutte quante le corde dell’esistenza, portandosi dietro la felicità soave come pure una perdurante malinconia. Ne viene fuori un "repertorio" seppiato di "fatti", tenuto assieme da una sorta di collante ironico, di sapienza graffiante: deterrente fondamentale, in questi casi, in grado di tenere a bada gli smottamenti improvvisi del cuore».[50]
- Giorgio Bárberi Squarotti: «La poesia di Lillo Gullo è, al tempo stesso, elegantissima e ingegnosa, giocosa e sapiente, con l'eco sempre di divina malinconia che dà un sapore antico di vita di ricapitolata esperienza. I testi, per lo più sono brevi, essenziali, nettissimi nel fissare il punto decisivo di un evento del tempo e del luogo, di una reazione dei sensi e dell'anima, di una lezione incisiva, di una fulminea comprensione di un'occasione da non perdere perché si offre come una prova per un istante e, se non è colta, allora subito prevarica nel senso della perdita, con il rimpianto che ne consegue. La parola poetica è data proprio per non perdere il momento decisivo della verità che si ha, d'improvviso, come dono divino. Come rapido è il testo, così il metro è breve, sempre sorretto da una suasosa musica che alacre suona e dice attesa, gioia, avventura, riflessione, soprattutto emozioni d'amore. Penso a componimenti esemplari, come Pani e baci, tre quartine veloci e armoniose che inventano con ilare ironia tutta una sequenza di metafore e di similitudini preziose e bizzarre per raccontare un'immaginazione d'amore, di grazia e di festosità unica: Porta briglie d'oro | e mani di mestolo: | ho mari da versare | (con cavallucci e coralli). | Porta mollette | e un canestro di vento: | ho cieli da stendere | (con rondini e con stelle). | Porta labbra di rose | e un pugnello di farina: | è la provvista degli amanti | (pani pochi, baci tanti)».[51]

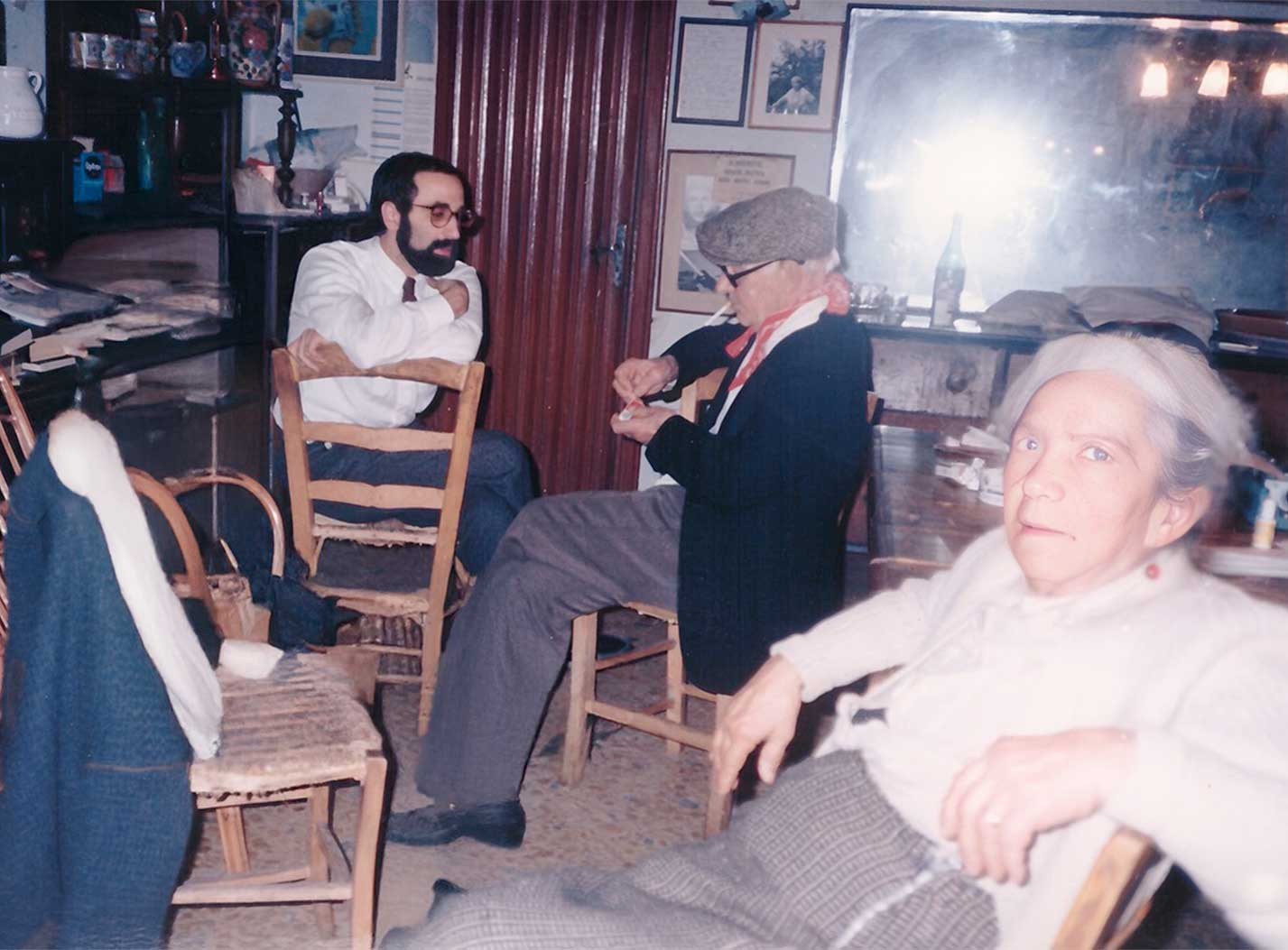
Lillo Gullo con Ignazio Buttitta e la moglie Angela Isaja nella casa del poeta ad Aspra, in Sicilia (1987)

- (Marcello Sorgi): «Da siciliano che vive fuori dalla sua isola e dal mondo contadino del suo paese natale, Aliminusa, già oggetto dei suoi primi studi sociologici, Gullo ha inizialmente sviluppato una certa nostalgia, motivata dalla lontananza e soprattutto dalla mancanza della "luce accecante" della Sicilia, luogo in cui, ricordava Tomasi di Lampedusa, l'estate con il suo "inferno" si prolunga oltre ogni limite di sopportazione. Invece da queste Parole sotto sale emerge per la prima volta «il controluce delle abetaie dolomitiche», dove i maestri liutai vanno a cercare il legno per i loro violini. Sono testi ispirati a due artisti verso i quali l'autore confessa un "debito". Nicolás Gómez Dávila, autore di un fulminante aforisma riprodotto in esergo da Gullo: «Tra poche parole è difficile nascondersi, come tra pochi alberi». E Alberto Giacometti, scultore, trasferitosi a Ginevra da Parigi allo scoppio della Seconda guerra mondiale. Alla fine della quale Giacometti aveva ricevuto la visita dell'editore d'arte Albert Skirà, interessato a pubblicare un catalogo delle sue opere. Avvertito dell'intenzione di Giacometti di tornare in Francia, gli chiese come avrebbe fatto a traslocare le sue opere e se non ne avrebbe dovuto lasciare la maggior parte in Svizzera. «Me le porterò in tasca», fu la sua sorprendente risposta, essendosi negli ultimi anni dedicato soprattutto a sculture esili, di dimensioni minime. Un po' come Gullo ha voluto caratterizzare i suoi componimenti».[52]

## Pubblicazioni

### Saggi
- Conoscenza e impegno: le proposte del razionalismo critico, Verifiche, Trento, anno III, n. 2, giugno 1974
- (con Tano Gullo), Comandiera o subalterna?, in Quaderni  Siciliani, Palermo, nn. 9-10, ottobre-dicembre 1974
- Popper e lo storicismo, Verifiche, Trento, anno IV, nn. 3-4, dicembre 1975
- (con Tano Gullo), Aliminusa. Strada, donna, religiosità. Prospettive socio-antropologiche della cultura contadina, Roma, Savelli Editore, 1977
- (con Nello Ajello, Tommaso Chiaretti, Oreste del Buono, Giulia Massari, Emanuele Pirella, Arturo Carlo Quintavalle, Lietta Tornabuoni, Luigi Vaccari), Pericoli – Pirella, premessa di Giulio Carlo Argan, saggio introduttivo di Arturo Carlo Quintavalle, Milano, Feltrinelli, 1978
- Profumi trentini nell'America di Galep, in I cinquant'anni di Tex Omaggio ad Aurelio Galleppini, a cura di Roberto Festi, presentazione di Sergio Bonelli, Trento, Comune di Trento, 1999
- (con Roberto Festi), I colori delle Dolomiti nei manifesti di Franz Joseph Lenhart, Trento-Bolzano, Banca di Trento e Bolzano, 2000
- (con Roberto Festi), Adolf Vallazza - Paolo Vallorz, Disegni, Trento-Bolzano, Banca di Trento e Bolzano, 2003
- Galep e il Trentino, in Tex Willer. Settant'anni a cavallo della storia italiana, Milano, Sergio Bonelli Editore, 2019 ISBN 978-88-6961-402-6
- Remo Wolf. La luce e l'ombra, in Remo Wolf, catalogo della mostra a cura di Giovanna Nicoletti, Comune di Arco, Assessorato alla Cultura, Palazzo dei Panni, Atelier Segantini, Arco (TN), 2005

### Fumetti
- (con Angelo Leonardi), Gato Barbieri, disegni di Fabio Visintin, interventi di Giorgio Gaslini e Umberto Santucci, Milano, Ottaviano Editore, 1979
- (con Angelo Leonardi), Rolling Stones, disegni di Max Longo, Milano, Ottaviano Editore, 1979
- (con Angelo Leonardi), Charlie Parker, disegni di Gaspare e Gaetano Cassaro, prefazione di Carlos Sampayo, Parigi, Desiba, 1980

### Raccolte poetiche
- Il disertore, in 7 Poeti del Premio Montale, prefazione di Maria Luisa Spaziani, Milano, Crocetti, 2000 ISBN 88-8306-024-5
- Pensieri di legno, xilografie di Remo Wolf, prefazione di Paolo Ruffilli, Rovereto (TN), Nicolodi, 2002 ISBN 88-8447-044-7
- Sfarzo d'inesistenza, prefazione di Giorgio Bárberi Squarotti, Rovereto (TN), Nicolodi, 2004 ISBN 88-8447-108-7
- Il centro del sempre, Milano, Quaderni di Orfeo, 2006
- Cerimonie della calura, prefazione di Salvatore Silvano Nigro, Rovereto (TN), Nicolodi, 2007 ISBN 978-88-8447-300-4
- Labbreggiature, disegni di Giuseppe Maraniello, Rovereto (TN), Nicolodi, 2007 ISBN 978-88-8447-120-8
- (con Flora Graiff), Beati. On the road in the room. Aforismi e fotopastelli, prefazione di Luca Beatrice, con una poesia di Alda Merini dedicata agli autori, Rovereto (TN), Edizioni Stella, 2008 ISBN 88-8446-186-3
- Lo scialo dei fatti, prefazione di Giorgio Bárberi Squarotti, Faloppio (CO), LietoColle, 2012 ISBN 9788878487222
- Parole sotto sale, in Colophon, n. 59, Belluno, Colophonarte, aprile 2025

### Pulcini[53]

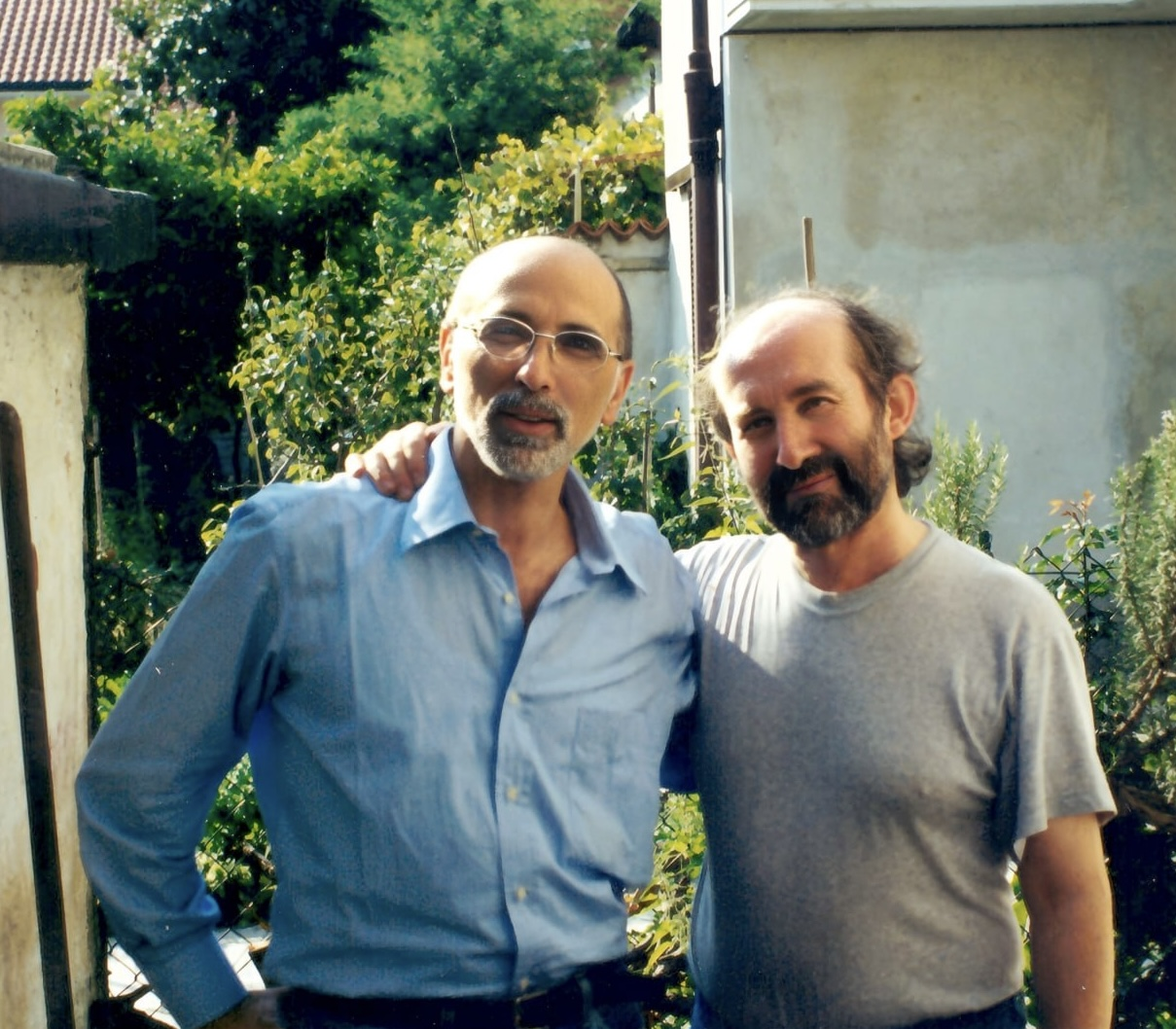
Lillo Gullo con Alberto Casiraghi, aforista ed editore dei “pulcini”, Osnago (2000)

- Cielo e mare, pastello di Flora Graiff, 1998
- C'era… una volta, xilografia di Remo Wolf, 1999
- La pioggia, xilografia di Remo Wolf, 1999
- La rosa, xilografia di Remo Wolf, 1999
- Electricity poles, xilografia di Remo Wolf, traduzione di Giovanna Covi, 2000
- Fall in the library, xilografia di Remo Wolf, traduzione di Giovanna Covi, 2000
- The river, pastello di Flora Graiff, traduzione di Giovanna Covi, 2000
- Porte incustodite, acquaforte di Robert Bosisio,  2000
- L'imbuto, xilografia di Remo Wolf,  2000
- Tre tondi, ori di Merlinus Vagus,  2001
- Il corpo, ori di Luigi Mariani, 2001
- La porta lillà, pastello di Flora Graiff,  2001
- L'utile e il bello, xilografia di Remo Wolf, 2001
- La tavolozza degli occhi, pastello di Flora Graiff, 2002
- Una poesia e un fiore per Vanni Scheiwiller, violetta di Flora Graiff, 2002
- Lo scampanìo degli ulivi, ramoscello d’ulivo in ferro di Luciano Zanoni, 2002
- Dance, acquaforte di Robert Bosisio, 2002
- L'imbuto, disegno di Stradivarius Radesky, 2003
- Troppo blu, xilografia di Remo Wolf, 2003
- Il legno, eco pittorico di Gaetano Orazio,  2004
- Teatro dei seni, ori di Luigi Mariani,  2004
- Monti migranti, xilografia di Albino Rossi, 2005
- La luce bambina, pastello di Flora Graiff,  2005
- Eppure, disegno di Giuseppe Maraniello inciso da Adriano Porazzi su legno di bosso, 2005

## Televisione
- L'Orecchiocchio, regista (1983)
- TG Ragazzi, giornalista (1988)

## Premi e riconoscimenti
- 1983 – Premio Nazionale dell'Autore di Musica Leggera per L'Orecchiocchio, Rai Tre, miglior programma televisivo musicale dell'anno
- 1998 – Telegatto per Tg Ragazzi, Rai Uno, miglior trasmissione per ragazzi
- 1998 – Premio Internazionale Eugenio Montale, segnalata la silloge inedita La vanteria
- 1999 – Premio Internazionale Eugenio Montale, vincitore sezione inediti con la silloge Il disertore
- 2014 – PontedilegnoPoesia, segnalata la silloge Lo scialo dei fatti